# Одиссея пуговицы (кнопки)
«Одиссея пуговицы (кнопки)» (эст. Nööbi odüsseia) — мультипликационный фильм для взрослых эстонского режиссёра Мати Кютта.
Фильм-притча, рассказывающая о том, что «свобода есть осознанная необходимость». К этому выводу приходит пуговица после многих приключений и долгих раздумий.

## Сюжет
Пуговица отправляется на острова Солнца и Чучела, она ищет своё место в жизни. В итоге блудная Пуговица возвращается к своей «петельке» на пиджаке.

## Участие в фестивале
Этот фильм эстонского режиссёра участвовал в 2003 году в юбилейном X Международном анимационном фестивале «Крок». Член жюри известный английский режиссёр Фил Маллой хотел дать этому фильму Гран-при, считая его фильмом-открытием. Другие члены жюри с этим не согласились.

## Создатели
| режиссёр                  | Мати Кютт                |
| сценарист                 | Мати Кютт                |
| художник-постановщик      | Мати Кютт                |
| художники-мультипликаторы | Мярт Киви, Трийн Сарапик |
| оператор                  | Урмас Йоэмээс            |
| продюсер                  | Манфред Вайнокиви        |
| композитор                | Тоомас Трасс             |
| монтажёры                 | Алари Хейнла             |